# 吴三桂攻缅甸之战
吴三桂攻缅甸之战，顺治十八年（1661年）正月至十二月，清朝平西王吴三桂与定西将军爱星阿进攻缅甸，击败南明将领白文选、擒获永历帝朱由榔的作战。

## 历史
1660年八月清朝派内大臣爱星阿为定西将军，和都统卓罗、郭尔泰、孙塔等人，统兵去云南，会同平西王吴三桂，追捕南明永历帝朱由榔。1661年正月，吴三桂传檄缅甸东吁王朝，让他们献出永历帝。派副都统何进忠率军出腾越（今腾冲县），后来因为病疫撤回。三月，缅甸使者请清军到缅甸。当时永历帝被缅甸扣留在首都阿瓦（今曼德勒），南明晋王李定国、白文选据守孟艮、木邦，率军进攻缅甸，但没有成功迎救出永历帝。九月，清军十万从大理府、腾越进入缅甸。吴三桂、爱星阿率领五万大军，出南甸、陇川、猛卯；马宁、王辅臣、马宝率军二万，出姚关。十一月初八，两路清军在木邦会师。白文选扼守锡箔江，清朝前锋突击三百里到江边，造木筏渡江，白文选毁桥，退到茶山。吴三桂派总兵马宁率偏师追击白文选。十二月初一抵达阿瓦，缅甸人献出永历帝。十二月初十，清军留下提督张勇率领万人守普洱，大军班师。白文选在猛养战败，所辖一万士兵、大象、战马数千降清。